# Winkelcentrum Keizerswaard
Keizerswaard is een groot overdekt winkelcentrum  met ruim 80 winkels in het Rotterdamse stadsdeel IJsselmonde, gevestigd in de gelijknamige straat.
Alle winkels bevinden zich op grondniveau. Een deel van het dak vormt een parkeerdek waar klanten tegen betaling kunnen parkeren. Keizerswaard heeft een winkelbestand met veel vestigingen van landelijke ketens waaronder drie supermarkten, de HEMA en drogisterijen als Etos en Kruidvat, mode- en sportzaken en een elektronicawinkel.
Het winkelcentrum bevindt zich in het midden van de wijk Groot-IJsselmonde. Het is, samen met winkelcentrum Zuidplein en de Boulevard-Zuid, een van de drie grote winkelcentra van Rotterdam-Zuid. Ook de winkelcentra in Ridderkerk en Barendrecht behoren tot de nabije concurrentie.
Winkelcentrum Keizerswaard is geopend in 1969 door Prins Claus en was voor die tijd zeer modern. Later is het winkelcentrum overdekt en uitgebreid. In 1994 is het winkelcentrum gerenoveerd. Iedere donderdag wordt aan de Herenwaard bij het winkelcentrum een wijkmarkt gehouden.
In 2004 werden plannen gepresenteerd om de omgeving rond Keizerswaard te verbeteren. De plannen voorzagen nieuwbouw van theater Islemunda, een nieuw bibliotheek, een woontoren (Hooghmonde) en een nieuwe stadswinkel voor IJsselmonde. Alle nieuwbouw is rond Herenwaard gesitueerd, het nieuwe centrale plein. In 2012 werden de stadswinkel, de bibliotheek en de woontoren opgeleverd. Twee jaar later ging ook theater Islemunda open. In 2019 heeft een grootschalige renovatie plaatsgevonden.

## Openbaar vervoer
Gelegen nabij het winkelcentrum is het OV-knooppunt Keizerswaard.